# Plynný obr

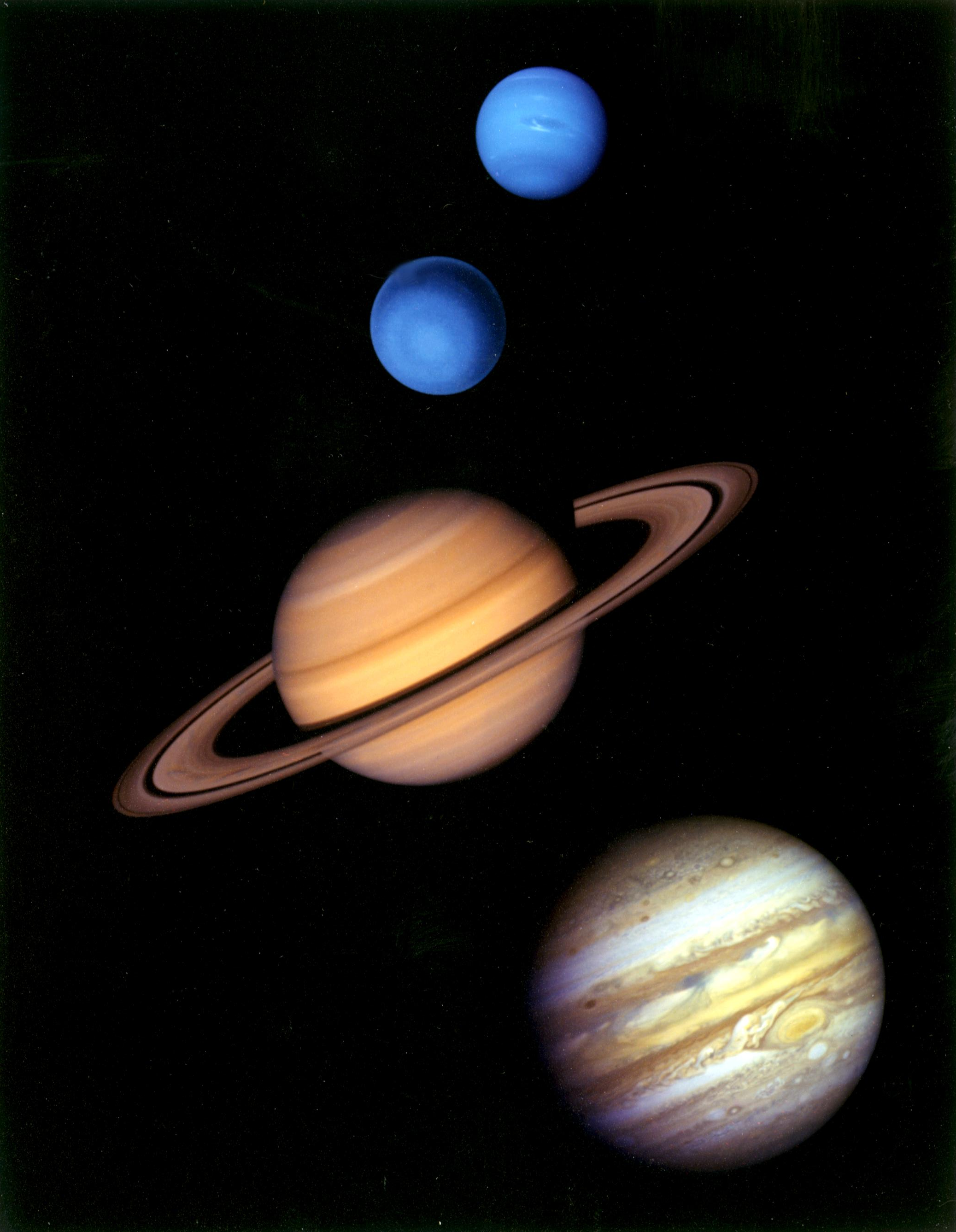
Plynní obři Sluneční soustavy. Zdola: Jupiter, Saturn, Uran a Neptun

Plynný obr je velká planeta tvořená plynem. Plynní obři sice mohou mít pevné jádro, dokonce se předpokládá, že takové jádro je nutné pro jejich vznik, ale většina jejich hmoty je ve formě plynu nebo plynu stlačeného do kapalného skupenství. Na rozdíl od terestrických planet nemají přesně definovaný povrch. Pojmy jako průměr, plocha povrchu, objem, povrchová teplota a hustota povrchu se obvykle vztahují k svrchním vrstvám pozorovatelným z vnějšku, např. ze Země.
V naší sluneční soustavě existují čtyři plynní obři: Jupiter, Saturn, Uran a Neptun.
Uran a Neptun se často vyčleňují do zvláštní podskupiny obřích planet, tzv. ledových obrů, kvůli jejich vnitřní struktuře tvořené převážně ledem, horninami a plyny, která je odlišuje od „tradičních“ plynných obrů jako Jupiter a Saturn. Je to dáno tím, že u Uranu a Neptunu je podíl vodíku a helia na jejich složení výrazně nižší (kromě jejich atmosfér), což je způsobeno jejich větší vzdáleností od Slunce.

## Obecná struktura
Čtyři plynní obři v naší sluneční soustavě si jsou v mnoha ohledech podobní. Všichni mají atmosféru složenou převážně z vodíku a helia, které uvnitř planety přecházejí do kapalného stavu za tlaků vyšších než kritický, takže mezi vlastním tělesem planety a její atmosférou není žádná zřetelná hranice. Vnitřek planety je velmi horký, jádro Neptunu má teplotu asi 5400 K (5100 °C), jádro Jupiteru pak dokonce 20 000 K (19 700 °C). To je také důvod, proč tyto planety jsou nejpravděpodobněji celé kapalné. Pokud se někdy píše o jejich „pevných jádrech“, je třeba si místo pevné koule horniny (nebo i roztavené horniny) představit spíše oblast, která se oproti zbytku planety liší pouze vyšší koncentrací těžších prvků, jako jsou železo nebo křemík.
Všechny čtyři planety se otáčejí poměrně rychle. Vysoká obvodová rychlost ovlivňuje i atmosférické proudění, takže větry vytvářejí pásovitou strukturu oblačnosti orientovanou ve východo-západním směru. Světlé pruhy odpovídají stoupavým konvektivním proudům, v nichž je teplejší plyn vynášen do vyšších vrstev atmosféry, kde se ochlazuje, zatímco tmavé pruhy jsou oblastmi sestupných proudů. Tyto pásy jsou obzvláště patrné na Jupiteru, méně na Saturnu a Neptunu, ale jen sotva pozorovatelné na Uranu.
Všechny čtyři planety také mají velmi složité systémy prstenců a měsíců. Nejnápadnější prstence má Saturn; do 70. let 20. století byly proto jedinými známými útvary tohoto typu. Nejvíce měsíců pak má podle současných znalostí Jupiter, zatím jich bylo nalezeno přes šedesát.

### Jupiter a Saturn

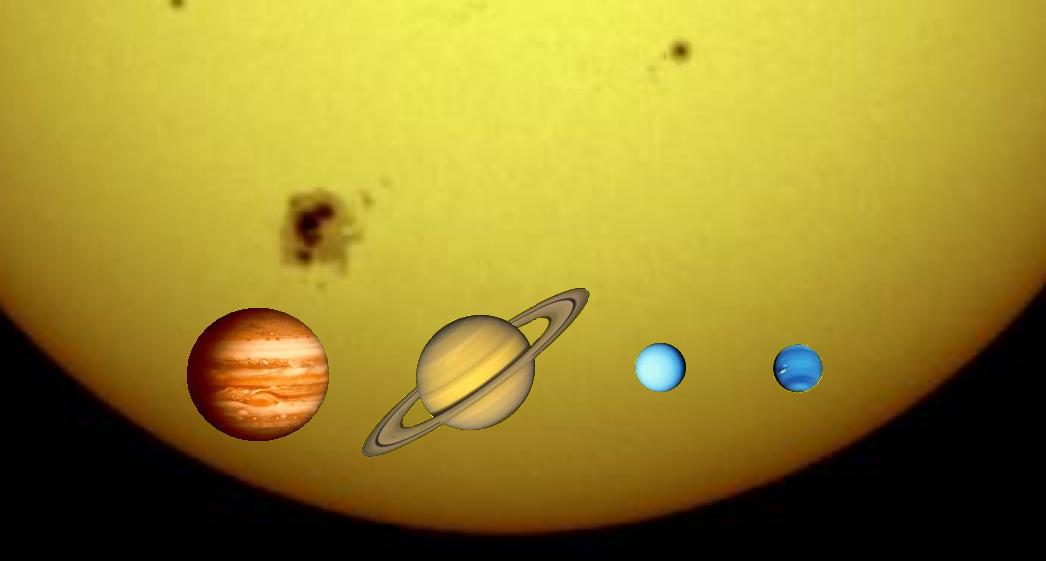
Čtyři plynní obři naší sluneční soustavy v porovnání se Sluncem

Atmosféry Jupiteru a Saturnu jsou složeny téměř výhradně z vodíku a helia. Tyto planety jsou tak veliké, že to platí i pro ně vcelku, přestože se předpokládá, že obě obsahují tolik těžších prvků, že by to stačilo na několik Zemí. Jejich jádra jsou složena z tekutého kovového vodíku, elektricky vodivého. Obě planety mají dipólová magnetická pole orientovaná téměř shodně s jejich osami rotace.

### Uran a Neptun
Uran a Neptun jsou odlišného složení. Předpokládá se, že jejich nitro tvoří směs hornin, vody, metanu a amoniaku, případně rozvrstvená. Pouze atmosféry jsou podobně jako u Jupiteru a Saturnu složeny převážně z vodíku a helia. Obě planety mají také dipólová magnetická pole, ale osa dipólu je značně odkloněná od osy rotace planety.

### Základní vlastnosti plynných obrů v porovnání se Zemí
| Planeta | Rovníkový průměr (km) | Hmotnost v hmotnostech Země | Vzdálenost od Slunce (AU) | Oběžná doba (roků) | Doba rotace (dní) | Sklon rotační osy | Průměrná hustota (g/cm³) | Základní složení atmosféry            |
| ------- | --------------------- | --------------------------- | ------------------------- | ------------------ | ----------------- | ----------------- | ------------------------ | ------------------------------------- |
| Jupiter | 142 984               | 318                         | 5,20                      | 11,87              | 0,414             | 3,13°             | 1,326                    | 86 % vodíku, 14 % hélia, stopy metanu |
| Saturn  | 120 536               | 95,2                        | 9,54                      | 29,45              | 0,440             | 26,73°            | 0,687                    | 96 % vodíku, 3 % hélia, 0,5 % metanu  |
| Uran    | 51 118                | 14,5                        | 19,19                     | 84,07              | 0,718             | 97,77°            | 1,270                    | 84 % vodíku, 14 % hélia, 2 % metanu   |
| Neptun  | 49 528                | 17,1                        | 30,07                     | 164,79             | 0,6715            | 28,32°            | 1,638                    | 74 % vodíku, 25 % hélia, 1 % metanu   |
| Země    | 12 756                | 1                           | 1                         | 1                  | 1                 | 23,44°            | 5,52                     |                                       |

Termín plynný obr byl vytvořen spisovatelem sci-fi Jamesem Blishem. Ve skutečnosti je to pojmenování nepřesné, protože všechny tyto planety jsou z převážně části kapalné, nikoli plynné. Plynné atmosféry Neptunu a Uranu jsou v porovnání s jejich poloměrem velmi tenké – jen zhruba jedno procento z poloměru. Nicméně alespoň u Jupiteru a Saturnu se dá toto pojmenování akceptovat, protože ty jsou složeny hlavně z vodíku a helia. Tyto prvky, pokud nejsou velmi stlačené, zůstávají v plynném stavu.
Planetologové často používají termíny jako kámen, plyn nebo led jako zkratky pro třídy prvků a látek, které se běžně v planetách nacházejí, nezávisle na tom, v jakém skupenství existují. Ve vnější části sluneční soustavy jsou vodík a helium pokládány za plyny, voda, metan a amoniak za ledy a křemičitany za kámen. Co se týče nitra planet, potom astronomové za ledy považují kyslík, dusík a uhlík (respektive jejich sloučeniny), za kámen sloučeniny křemíku a dalších těžších prvků a za plyn pouze vodík a helium.
S přihlédnutím k takto definované terminologii začínají někteří astronomové označovat Uran a Neptun za ledové obry, aby vyjádřili zřejmou převahu ledů (byť v kapalné formě) v jejich nitrech.

## Plynní obři mimo naši sluneční soustavu
Díky stavu současné techniky, která umí detekovat extrasolární planety, naprostá většina dosud nalezených extrasolárních planet patří do kategorie plynných obrů. Až do září 2004 byly všechny přinejmenším tak velké, jako Neptun, mnoho jich mělo hmotnost několikanásobně větší než Jupiter. Mnoho extrasolárních planet je mnohem blíže k jejich mateřské hvězdě než Jupiter, takže jsou mnohem teplejší. Je možné, že to jsou planety zcela jiného typu, které v naší sluneční soustavě nemáme. Když vezmeme v úvahu, že asi 90 % hmoty vesmíru je vodík, bylo by velmi překvapivé, kdybychom nalezli planetu terestrického typu (tedy „skalnatou“) o hmotnosti větší než má Jupiter. Na druhou stranu dosavadní modely vzniku planetárních systémů předpokládaly, že plynní obři nemohou vznikat tak blízko jejich mateřských hvězd, jak dosud nalezené extrasolární planety.
Horní limit hmotnosti plynného obra je asi 13násobek hmotnosti Jupitera. Zvýšením hmotnosti by se přeměnil na hnědého trpaslíka.